# Ditrichum sericeum
Ditrichum sericeum là một loài rêu trong họ Ditrichaceae. Loài này được E.B. Bartram mô tả khoa học đầu tiên năm 1942.